# Qoʻngʻirot
Qoʻngʻirot (en ouzbek : Qo‘ng‘irot / Қўнғирот) est une ville d'Ouzbékistan, située dans la République du Karakalpakstan.
Sa population s'élevait à 80 090 habitants en 2018.